# Unidad Zip

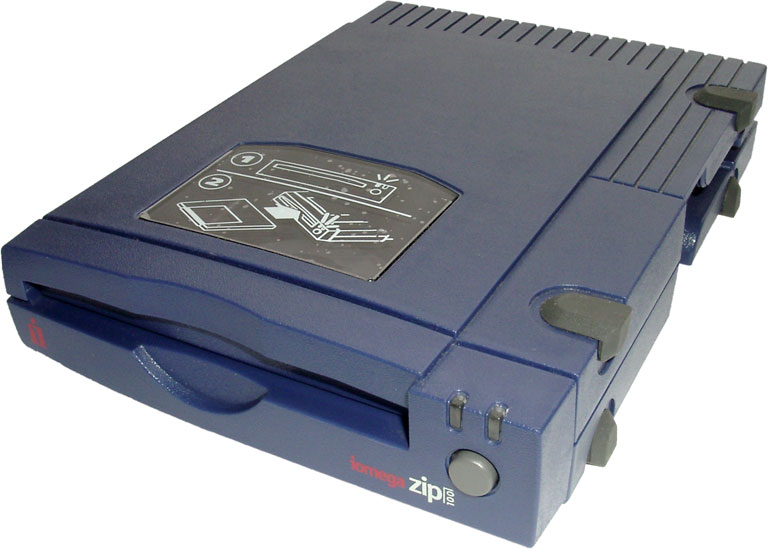
ZIP 100 externo.

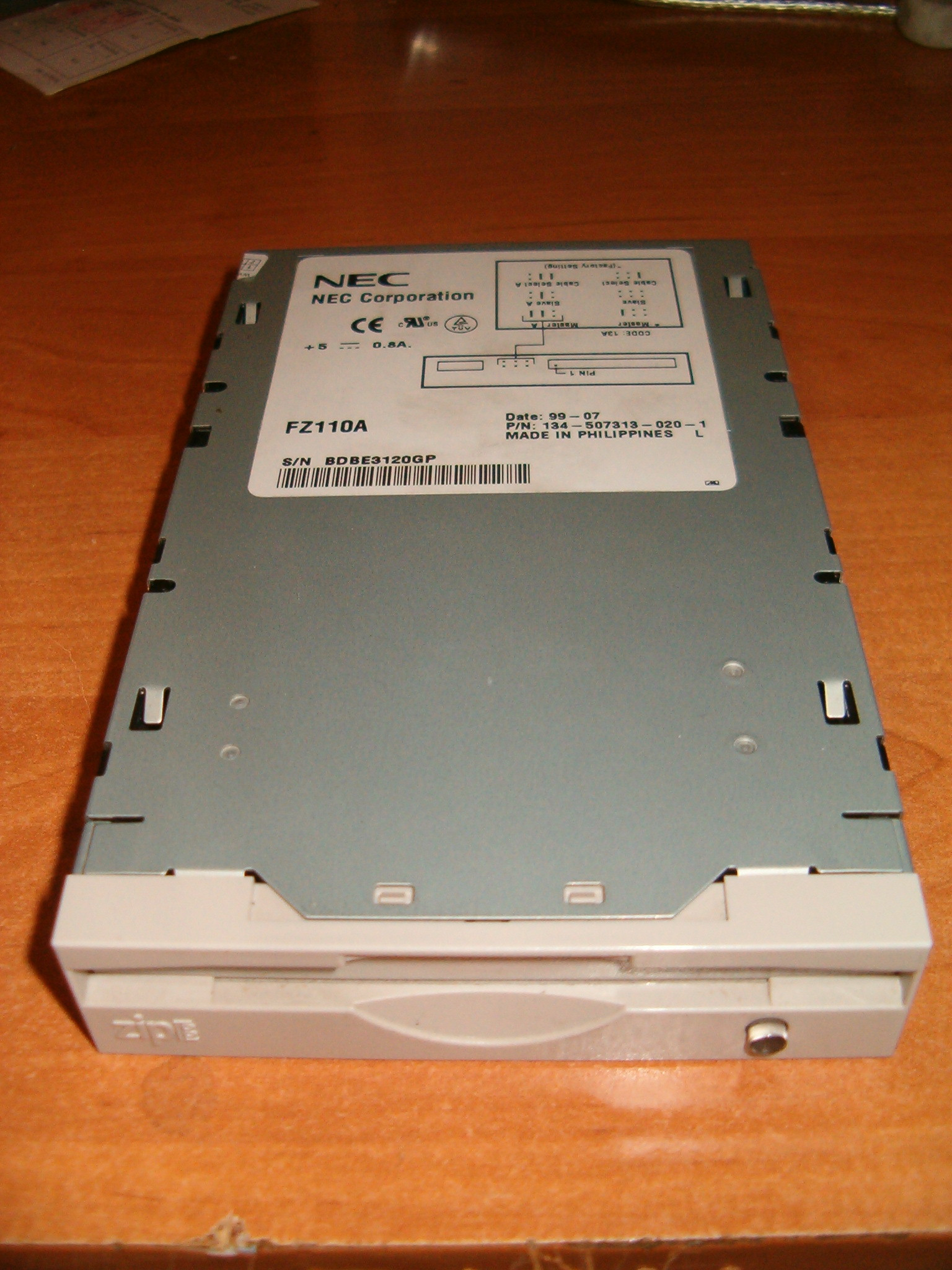
NEC ZIP 100 interno.

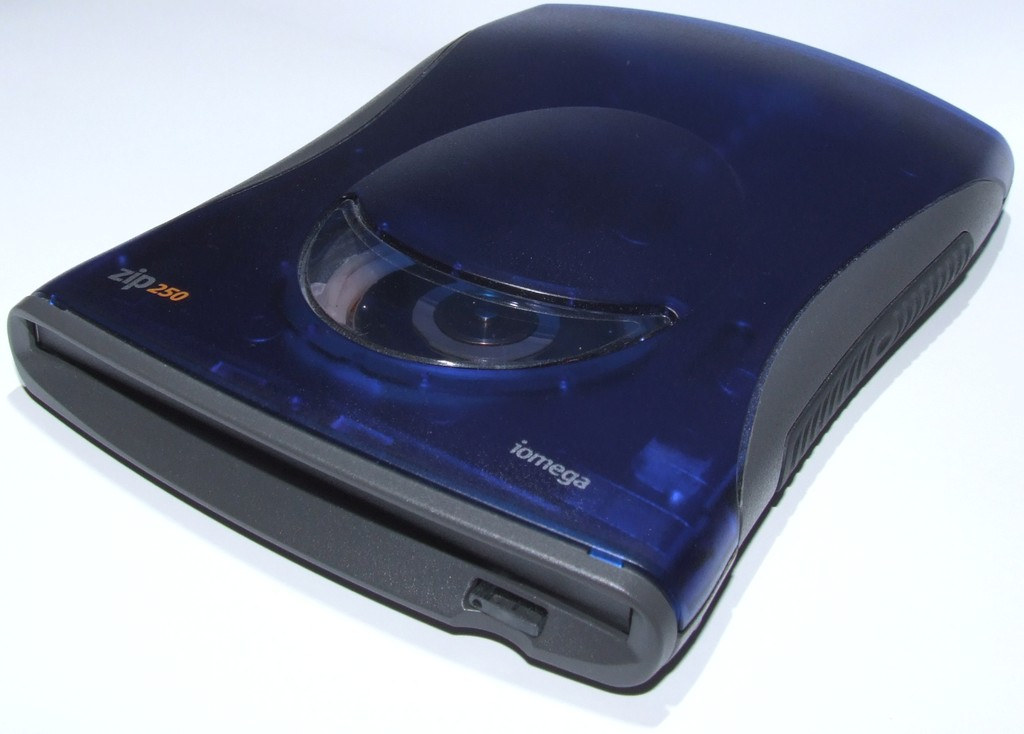
ZIP 250 externo.

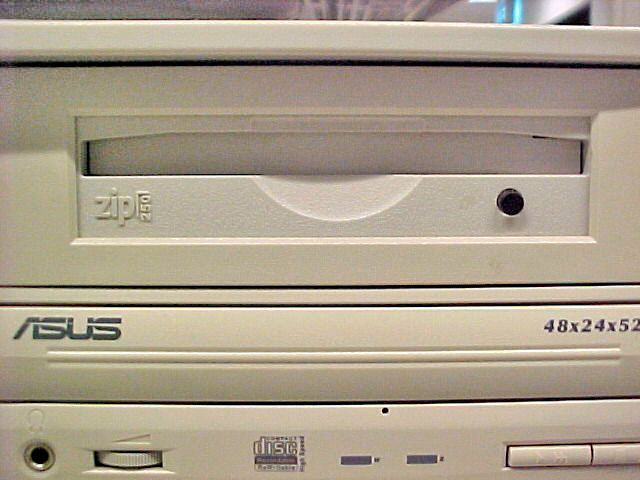
ZIP 250 interno.

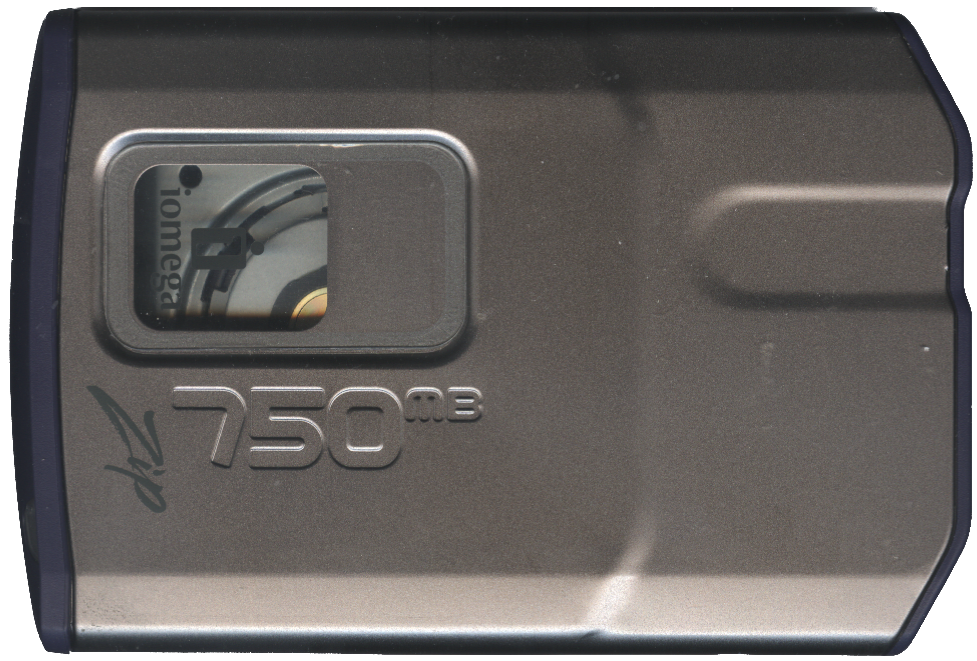
ZIP 750 externo USB.

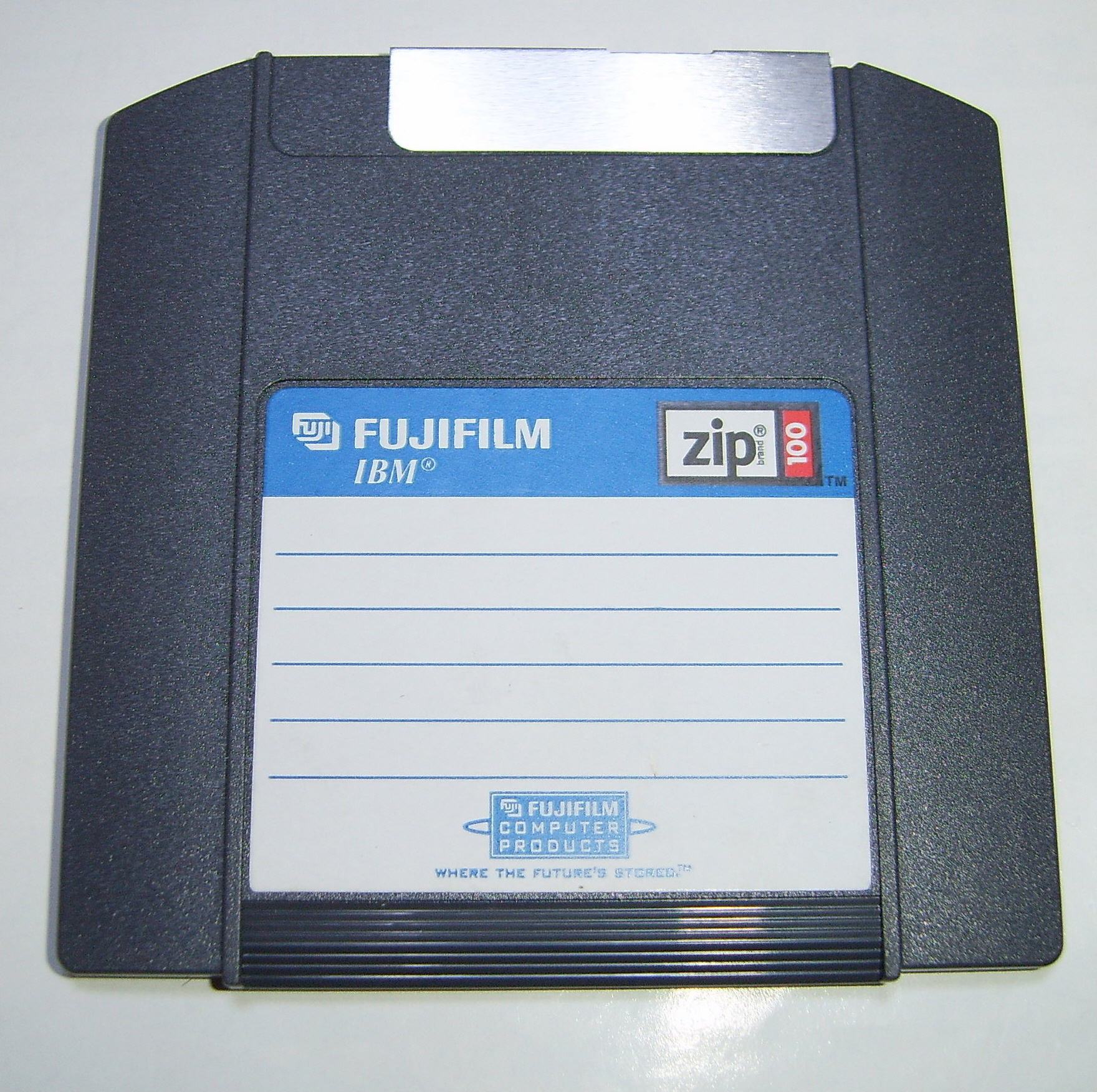
Disco ZIP de 100MB.

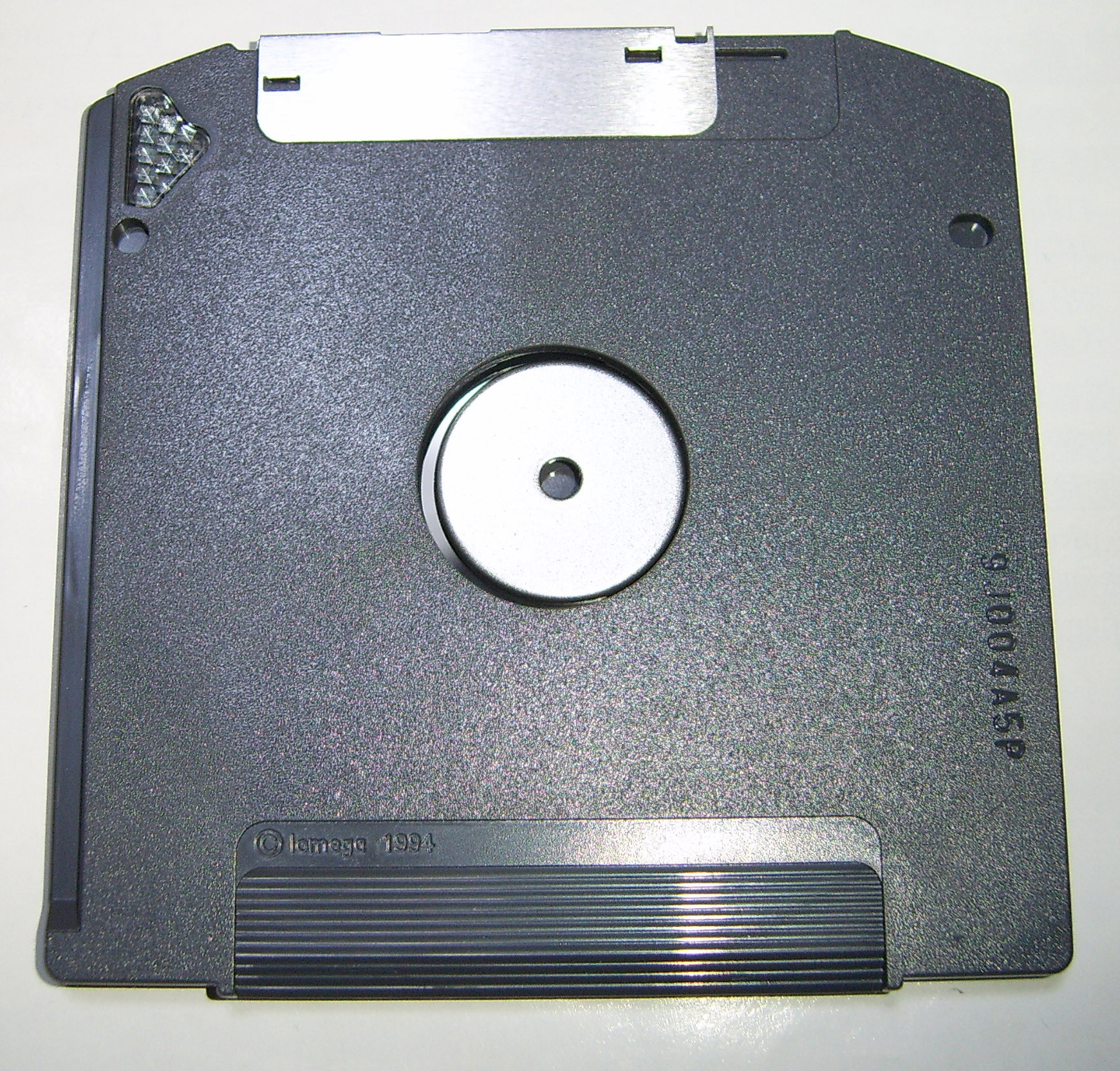
Lado trasero de un disco estándar ZIP100, mostrando el punto retroreflectivo en la esquina superior izquierda.

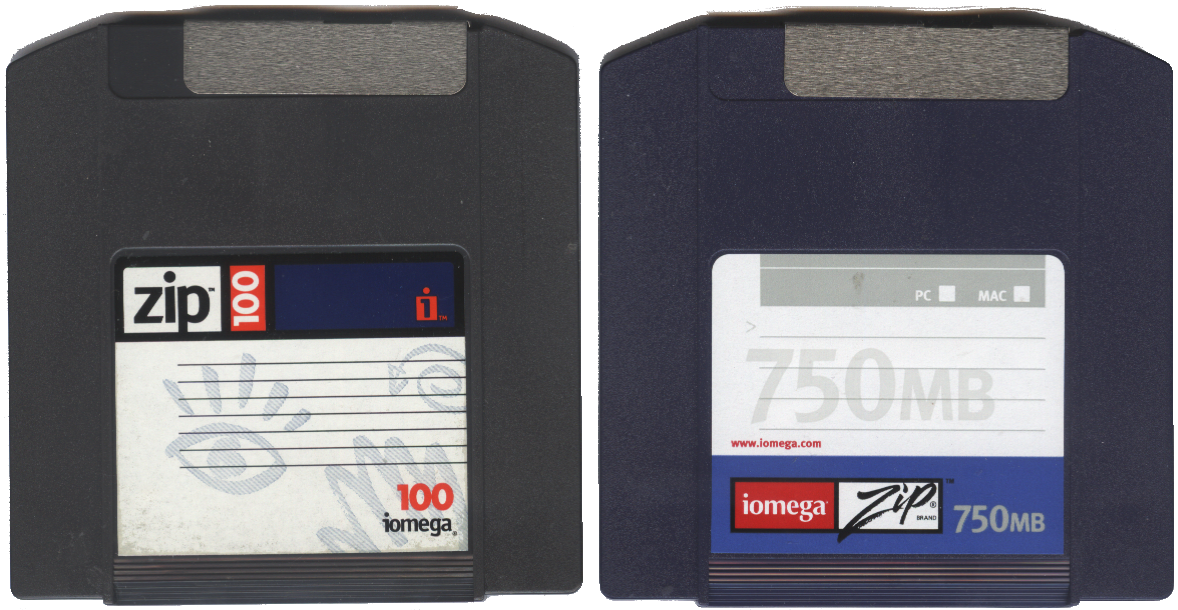
Discos ZIP de 100 MB y 750 MB.

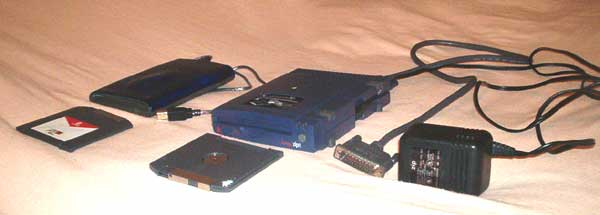
Later (USB, left) and earlier (parallel, right) Zip drives (media in foreground).

La unidad Zip o unidad Iomega Zip, en inglés: Zip drive, es un dispositivo o periférico de almacenamiento, que utiliza discos Zip como soporte de almacenamiento; dichos soportes son de tipo magnético, extraíbles o removibles de mediana capacidad, introducido en el mercado por la empresa Iomega en 1994. La primera versión tenía una capacidad de 100 MB, pero versiones posteriores lo ampliaron a 250 y 750 MB. 
Se convirtió en el más popular candidato a suceder al disquete de 3,5 pulgadas, seguido por el SuperDisk. Aunque nunca logró conseguirlo, sustituyó a la mayoría de medios extraíbles como los SyQuest y robó parte del terreno de los discos magneto-ópticos al ser integrado de serie en varias configuraciones de portátiles y Apple Macintosh.
La caída de precios de grabadoras y consumibles CD-R y CD-RW y, sobre todo de los pendrives y las tarjetas flash (que sí han logrado sustituir al disquete), acabaron por sacarlo del mercado y del uso cotidiano.
En un intento de retener parte del mercado que perdía, Iomega comercializó bajo la marca Zip, una serie de regrabadoras de CD-ROM, conocidas como Zip-650 o Zip-CD.

## Descripción
El disco Zip se basa en el mismo principio que el sistema Iomega Bernoulli Box, de la misma empresa Iomega; en ambos casos, un mecanismo de cabezales de lectura/escritura está montado en un actuador lineal que sobrevuela un disco de polímero, similar a un disquete, que gira rápidamente en el interior de un cartucho de plástico rígido. El actuador lineal utiliza la tecnología de la bobina móvil, relacionada con los modernos discos duros. El disco Zip tiene un tamaño de 9 centímetros, similar al tamaño de un disquete de 3½", y de menor medida que los discos de tamaño compacto de las Bernoulli.
Esto dio lugar a un disco que tiene el tamaño de un disquete, pero es capaz de almacenar mucho más datos, con un rendimiento mucho más rápido que el disquete estándar. Sin embargo no es competencia directa del disco duro. La unidad Zip 100 tiene una tasa de transferencia de cerca de 1000 kB/s y un tiempo de búsqueda de 28 milisegundos de promedio. En comparación un disquete estándar de 1440 KiB tiene una tasa media de 62,5 kB/s y varios cientos de milisegundos de tiempo de búsqueda. Un disco duro de hoy en día con 7200 RPM tiene un tiempo de búsqueda de 5–9 ms.
La primera generación de discos Zip tuvo que competir con el SuperDisk, que almacena un 20% más de datos y puede leer/escribir discos estándar de 3,5 pulgadas y 1440 KiB, pero tiene una menor velocidad de transferencia debido a una menor velocidad de rotación. La rivalidad duró hasta la llegada de la era USB.

## Interfaces
Las unidades Zip vienen en una amplia variedad e interfaces. Las unidades internas tienen interfaz IDE o SCSI. Las unidades externas vienen con puerto paralelo y SCSI inicialmente, y unos años después USB. Durante algún tiempo, hubo una unidad llamada Zip Plus que podía detectar si se conectaba a un puerto de impresora o a uno SCSI, pero se detectaron gran cantidad de incompatibilidades y fue descatalogado. Incluía además software adicional y una fuente de alimentación externa más pequeña que la inicial. Con el tiempo las unidades Zip USB se alimentaron por el propio conector USB.

## Capacidad
La versión inicial del disco Zip tenía capacidad de 100 MB, y rápidamente se transformó en un éxito. Se hicieron planes para comercializar un disco de 25 MB con un precio más reducido, con el objetivo de acercarse lo más posible al coste de un disquete estándar, pero el disco jamás se comercializó. Con el tiempo Iomega comercializó unidades y discos aumentando la capacidad a 250 MB primero, y después a 750 MB, a la vez que aceleraba la velocidad de acceso a disco, mejorando también la transferencia de datos y tiempo de búsqueda. En el lado negativo, el acceso a un soporte menor ralentiza la unidad, incluso la hace más lenta que la unidad de 100 MB original. La unidad de 750 MB solo puede leer, pero no escribir, en los discos de 100 MB.

## Soporte
Los discos Zip tiene todos un tamaño de 99 mm de ancho, 100 mm de alto y 7 mm de grosor en la zona del cierre. A los lados el grosor es menor. El tamaño extra respecto de los 90 mm del disquete de 3,5 provee del espacio para que la fuerza centrífuga sostenga el disco que rota lejos de su carcasa protectora a altas velocidades, eliminando el calor de la fricción que limitan las revoluciones por minuto (y con ello las velocidades de transferencia) de generaciones anteriores de soportes magnéticos. Este acercamiento sin contacto también aumenta la vida teórica de los consumibles.
En la parte inferior de un disco Zip incluye un retroreflector en la esquina superior izquierda (viendo el disco por la cara inferior). El mecanismo de arrastre no se enganchará si no se detecta el punto reflector. Esto era una medida para reducir soportes falsificados de bajo coste que socavan los beneficios de Iomega (pues los rellenos reflexivos se venden bajo licencia). En los discos de 250 MB y 750 MB, el punto ha sido reducido o eliminado (aunque el troquel permanece en la carcasa) como medida de seguridad para evitar su uso accidental en unidades de 100 MB. Si un disco se introduce en una unidad de menor capacidad es expulsado de inmediato. Algunos fabricantes de consumibles usan una chapa cóncava para conseguir el mismo efecto.
La caja de los discos Zip es mayoritariamente transparente, muy similar a la de los discos magneto-ópticos y de los discos de MiniDisc. Se venden en paquetes individuales y cajas de 5 y 10 unidades. Los consumibles baratos se venden en caja de cartón e incluso en envoltorio de celofán.

## Compatibilidad
Los discos Zip de capacidad más alta deben ser usados en un drive con, por lo menos, la misma capacidad. Generalmente, drives de capacidad más alta también controlan todas los disquetes de menor capacidad, ahora, drives de 250 MB que son mucho más lentos que los de 100 MB para escribir datos en un disco de 100 MB. Por eso, el drive de 750 MB no puede escribir en los disquetes de 100 MB que son más baratos y más comunes.

## Ventas, problemas y licencias
Después de su introducción en 1994, los discos Zip se vendieron inicialmente bien debido a su coste relativamente bajo y, para entonces, alta capacidad. La unidad se vendía por debajo de 200 USD con un disco incluido (en formato dual PC/Mac, con las utilidades grabadas en el propio disco), y cada disco adicional de 100 MB a $20. Por entonces, los discos duros tenían una capacidad típica de 500 MB y un precio de unos $200 USD, por lo que las unidades Zip eran una excelente alternativa como sistema de backup y para extender la capacidad de los equipos, sobre todo para el usuario doméstico. El precio de los discos adicionales disminuyó cada año y nuevas compañías se incorporaron como fabricantes licenciadas, tales como Fujifilm, Verbatim, y Maxell. Epson también fabricó una unidad Zip propia licenciada bajo su propia marca (diferenciable por su color blanco en las unidades externas).

Ventas de discos y unidades Zip de 1998 a 2003.

Las ventas de discos y unidades Zip declinan desde 1999 a 2003. En septiembre de 1998, una Acción popular se ejerce contra Iomega por el fallo de los discos Zip conocido como el click of death. Los discos Zip también tienen un coste mayor por megabyte que los CD-R y DVD±RW.
El aumento de la capacidad de los discos duros hasta varios GB dio lugar a que la utilización de los Zip como backup no resultase ni práctico ni económico. Por otra parte, el abaratamiento de los CD-R y la llegada del DVD para el ordenador personal, así como la aparición de los primeros pendrives USB, sacaron al Zip del mercado. Sin embargo, las ventajas de los soportes magnéticos sobre los ópticos y las memorias Flash, en términos de estabilidad a largo plazo del almacenaje de archivos y altos ciclos de grabación/borrado, le dejan un nicho de mercado en el almacenaje de datos. En tales usos, el disco Zip compite sobre todo con los discos duros USB y la unidad Hi-MD del MiniDisc de Sony.
En 2006, PC World calificó al disco Zip como el 15º peor producto tecnológico de todos los tiempos. Sin embargo, en 2007, PC World lo califica como el 23.er mejor producto tecnológico de todos los tiempos.

## La unidadIomega ZipCD 650
Iomega también produjo una línea de unidades internas y externas de regrabadoras de CD bajo la marca Zip, llamadas ZipCD 650. Utiliza consumibles estándares y no tiene más relación con las unidades Zip que la semejanza de la caja externa (la interna es siempre blanca), y que usan una interfaz USB 1.1.

## Etiquetas para disco Zip
Cada unidad Zip suele venir con una serie de etiquetas adhesivas para rotular los discos con su contenido. Son en color amarillo con la I de Iomega y una serie de frases preconcebidas como "Confidencial" o "Soy la etiqueta de las grandes ideas".